# Jukka Loikas
 Jukka Petteri Loikas (ur. 17 sierpnia 1966 w Helsinkach) – fiński zapaśnik walczący w stylu klasycznym. Olimpijczyk z Seulu 1988, gdzie odpadł w eliminacjach w kategorii 62 kg.
Piąty na mistrzostwach świata w 1986. Brązowy medalista mistrzostw Europy w 1989. Czwarty w Pucharze Świata w 1987. Zdobył trzy medale na mistrzostwach nordyckich w latach 1982 – 1989.